# Johannes Müller (Bildhauer)
Johannes Müller (* 6. August 1879 in Nürnberg; † 2. Oktober 1937 ebenda) war ein deutscher Bildhauer und Maler, der vorwiegend in Nürnberg tätig war. Er war auf die Gestaltung von Bauplastik und Grabmälern spezialisiert.

## Leben
Müller absolvierte in Nürnberg die Kunstgewerbeschule, um sich anschließend an der Akademie der Bildenden Künste in München einzuschreiben. Zu seinen Lehrern zählte unter anderem Wilhelm von Rümann. Nach Studienreisen nach Skandinavien, Italien und in die Niederlande ließ er sich 1908 als freischaffender Bildhauer in seiner Geburtsstadt Nürnberg nieder. Müller gehörte in den 1920er Jahren dem avantgardistischen Kunstverein Nürnberger Sezession an.

## Werke (Auswahl)

### Bauplastik in Nürnberg
- Prinzregentenufer 7–11, Fassadenreliefs, 1910
- Deutscher Hof, Reliefs an den Fassaden und den Treppenhäusern, 1912–1913
- Bronzeplastik „Bauarbeiter“ am ehemaligen Arbeitsamt, Karl-Grillenberger-Straße 3, 1929
- Portal des Verwaltungsbaus des Fränkischen Überlandwerks, Hainstraße 32–34, 1931
- Wappenreliefs am Kopfbau der Hauptpost, um 1934/1935[1]

### Weitere Arbeiten
- Freiplastik „Schwimmerin“, 1928
- Freiplastik „Mutter mit Kind“, 1928[2]
- Büste des Nürnberger Oberbürgermeisters Hermann Luppe, 1931[3]